# Isocybus
Isocybus is een geslacht van vliesvleugelige insecten uit de familie Platygastridae.

## Soorten
- I. antennalis Kieffer, 1916
- I. ascendens Kieffer, 1913
- I. bifracticornis (Zetterstedt, 1838)
- I. brevistriatus Kieffer, 1916
- I. cameroni Kieffer, 1913
- I. compressus Kieffer, 1913
- I. cotta (Walker, 1835)
- I. dulcinea Buhl, 2001
- I. erato (Walker, 1835)
- I. femoralis Kieffer, 1916
- I. grandis (Nees, 1834)
- I. horizontalis Kieffer, 1913
- I. levis Kieffer, 1916
- I. luteicoxis Kieffer, 1916
- I. matuta (Walker, 1835)
- I. mediterraneus (Kieffer, 1916)

- I. ocellaris Kieffer, 1916
- I. pallidicornis Thomson, 1859
- I. pyramidialis Kieffer, 1913
- I. rufiventris Kieffer, 1916
- I. strigosus Thomson, 1859
- I. thomsoni Kieffer, 1926
- I. trochanteratus Thomson, 1859
- I. walkeri (Kieffer, 1926)